# Bazylika San Nicola w Tolentino
Bazylika San Nicola – rzymskokatolicki kościół w Tolentino, będący centrum kultu św. Mikołaja. Administracyjnie należy do diecezji Macerata-Tolentino-Recanati-Cingoli-Treia.
27 czerwca 1783 roku kościół otrzymał tytuł bazyliki mniejszej.
Jest jednym z najważniejszych sanktuariów środkowych Włoch.

## Historia kościoła i klasztoru

### XIII–XVIII wiek
Augustianie byli obecni w Tolentino począwszy od zjednoczenia ich wspólnot eremickich w 1256 roku. Kiedy w 1275 roku przełożeni nowego zakonu żebraczego wysyłali do tego miejsca Mikołaja z Castel Sant’Angelo (późniejszego św. Mikołaja z Tolentino), klasztor był już dobrze zorganizowany i miał podstawowe struktury: budynek, w którym mieszkali duchowni i oratorium, gdzie sprawowali nabożeństwa i posługi religijne (spowiedź i kazania). W 1284 roku szlachcianka Bionda dei Franchi przekazała darowiznę w wysokości połowy swojego majątku na rzecz klasztoru. Z oficjalnego dokumentu sporządzonego z tej okazji wynika, że w tym roku w Tolentino istniał kościół i klasztor pod wezwaniem św. Augustyna (Sant'Agostino). Późniejszy rozwój klasztoru i kościoła związany jest z osobą Mikołaja, który już za życia był uważany za świętego. Opinia o jego świętości rozszerzyła się w Marche po jego śmierci w 1305 roku. Do jego doczesnych szczątek, umieszczonych w drewnianym sarkofagu pośrodku wielkiej kaplicy zaczęły przybywać tłumy pielgrzymów. W latach 1360–1370 został zbudowany monumentalny, prostokątny krużganek. Kościół klasztorny, istniejący od 1284 roku, był obiektem złożonym z jednej nawy, przykrytej otwartą więźbą dachową i prostokątnego prezbiterium z płasko zamkniętą apsydą. W XIV i XV wieku został rozbudowany i 31 października 1465 roku konsekrowany przez biskupa Camerino otrzymując przy tej okazji nowe wezwanie – św. Mikołaja. 14 stycznia 1485 roku klasztor św. Mikołaja, na mocy dekretu papieża Innocentego VIII oraz zgody władz miejskich, został objęty w posiadanie przez augustiańską kongregację lombardzką (Congregazione agostiniana osservante di Lombardia). W tym samym roku powstał projekt i kosztorys budowy nowego kościoła. W 1503 roku ukończono budowę nawy. Prace dekoracyjne w nowej świątyni ciągnęły się przez cały XVII wiek. W latach 1632–1634 augustianie postanowili wybudować kaplice poszerzając w tym celu boki kościoła kosztem północnego portyku średniowiecznego krużganku. Począwszy od kwietnia 1608 roku, na wniosek i koszt gminy Tolentino zaczęli budować nową, obszerną kaplicę od strony północnej transeptu, w której początkowo zamierzali złożyć relikwie Świętych Ramion św. Mikołaja. Później jednak kaplicę poświęcono Najświętszemu Sakramentowi, a relikwie umieszczono po drugiej stronie kościoła, w rozbudowanej XV-wiecznej zakrystii. Prace w kaplicy, którą następnie przykryto kulistą kopułą z latarnią, zostały przerwane, po czym wznowione w 1642 roku. Ostateczny kształt,zachowany do dziś, nadał kaplicy w 1858 roku architekt Giovanni Battista Carducci.
Zakonnicy kongregacji lombardzkiej byli obecni w Tolentino niemal bez przerwy, aż do zniesienia zakonu w 1810 roku. W tym czasie rozwinął się kult św. Mikołaja, a kompleks kościelno-klasztorny został rozbudowany i udekorowany.

### XIX wiek
Niepomyślne wydarzenia polityczne z końca XVIII i początku XIX wieku dotknęły klasztor św. Mikołaja, podobnie jak każdy dom zakonny we Włoszech. W 1797 roku między Napoleonem a Stolicą Apostolską został podpisany w mieście traktat. Potem nastąpiły likwidacje klasztorów, dokonane przez Napoleona, a następnie przez napoleońskie Królestwo Włoch. Zakonnicy byli usuwani z klasztorów, klasztor św. Mikołaja został przeznaczony na koszary wojskowe. Pozostałością tamtych czasów jest napis „żandarmeria” („gendarmeria”), widoczny nad drzwiami wejściowymi. W 1815 roku augustianie powrócili do klasztoru, podejmując dzieło promocji sanktuarium.

### XX wiek
W 1926 roku dzięki staraniom ojca Nicoli Fusconiego odkryto szczątki św. Mikołaja. W 1932 roku zbudowano kryptę, w której złożono ciało świętego, połączone ze Świętymi Ramionami.

### XXI wiek
Trzęsienie ziemi z 9 listopada 2016 roku wyrządziło ciężkie szkody w kompleksie bazyliki. Uszkodzeń doznały pomieszczenia klasztorne, freski z Wielkiej kaplicy, drewniany strop nawy i apsyda. Po trzęsieniu ziemi podjęto w kompleksie kościelno-klasztornym i przyległych muzeach niezbędne prace naprawcze, których koszt wyniósł około 8 milionów euro. W II połowie 2018 roku otwarto ponownie nawę główną i Kaplicę Świętych Ramion.

## Architektura

### Fasada

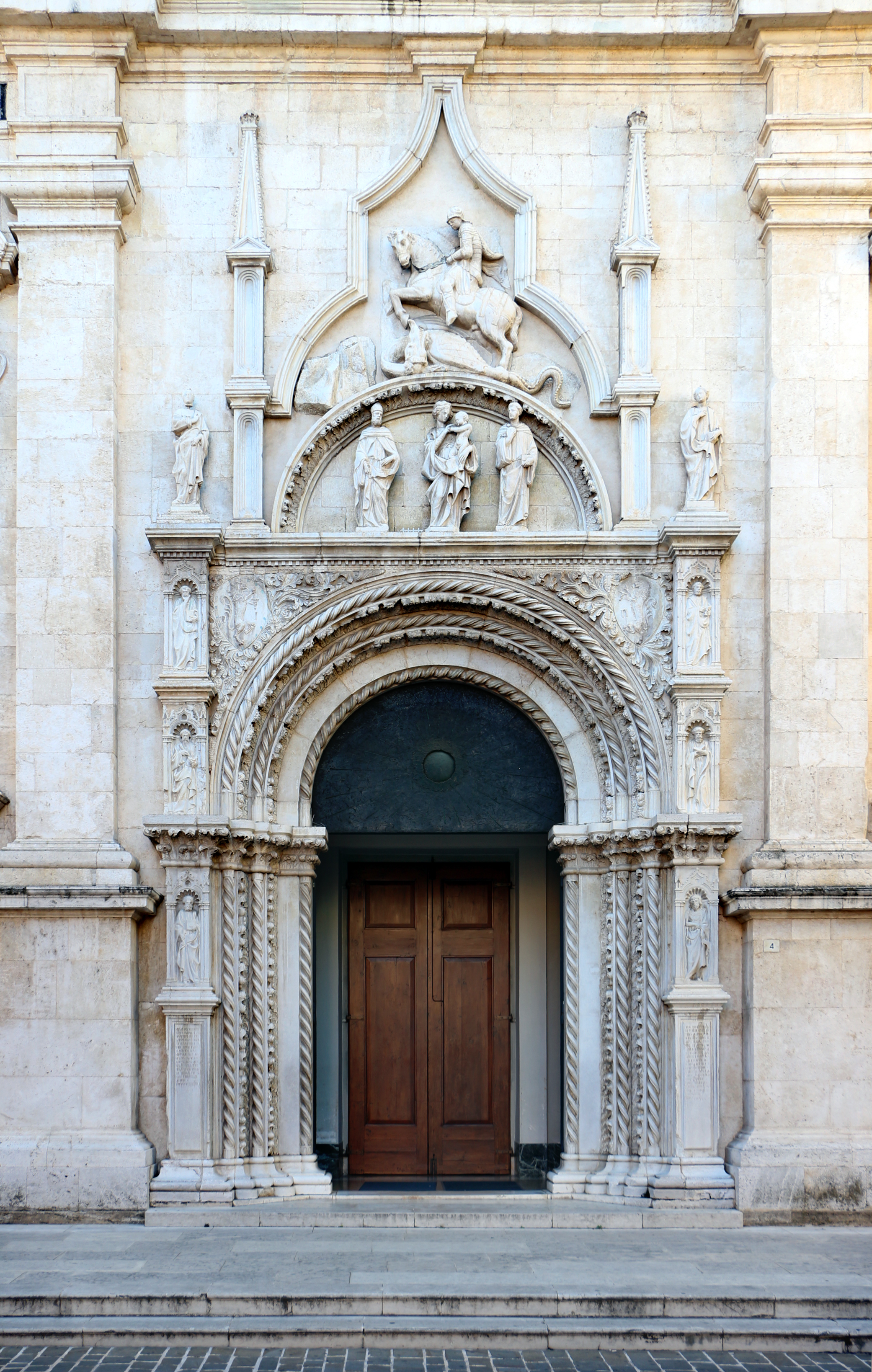
Portal główny

Budowa fasady przebiegała etapami. Część dolna została ozdobiona gotyckim portalem, zbudowanym z kamienia istryjskiego w latach 1432–1435 według projektu florenckiego rzeźbiarza Nanniego di Bartolo zwanego Rosso. 5 lutego 1630 roku kamieniarz Florindo Orlandi di Cagli udekorował portal w stylu późnego manieryzmu. Część dolna fasady składa się z pięciu sekcji obramowanych pilastrami w porządku toskańskim, posadowionych na wysokich cokołach i wspierających wyraźnie wystający gzyms, pod którym znajduje się napis z nazwą kościoła. W części środkowej mieści się wspomniany portal główny, który flankują dwa portale boczne, zwieńczone złamanymi tympanonami. Nad nimi znajdują się dwa wysokie okna zwieńczone tympanonami półkolistymi. Części skrajne fasady wypełniają półkoliste nisze i tablice z herbami. W 1630 roku augustianie zakupili dom naprzeciwko kościoła, aby zburzyć go i powiększyć plac przed kościołem. W sierpniu 1721 roku przed fasadą zbudowano jednostopniowe schody.

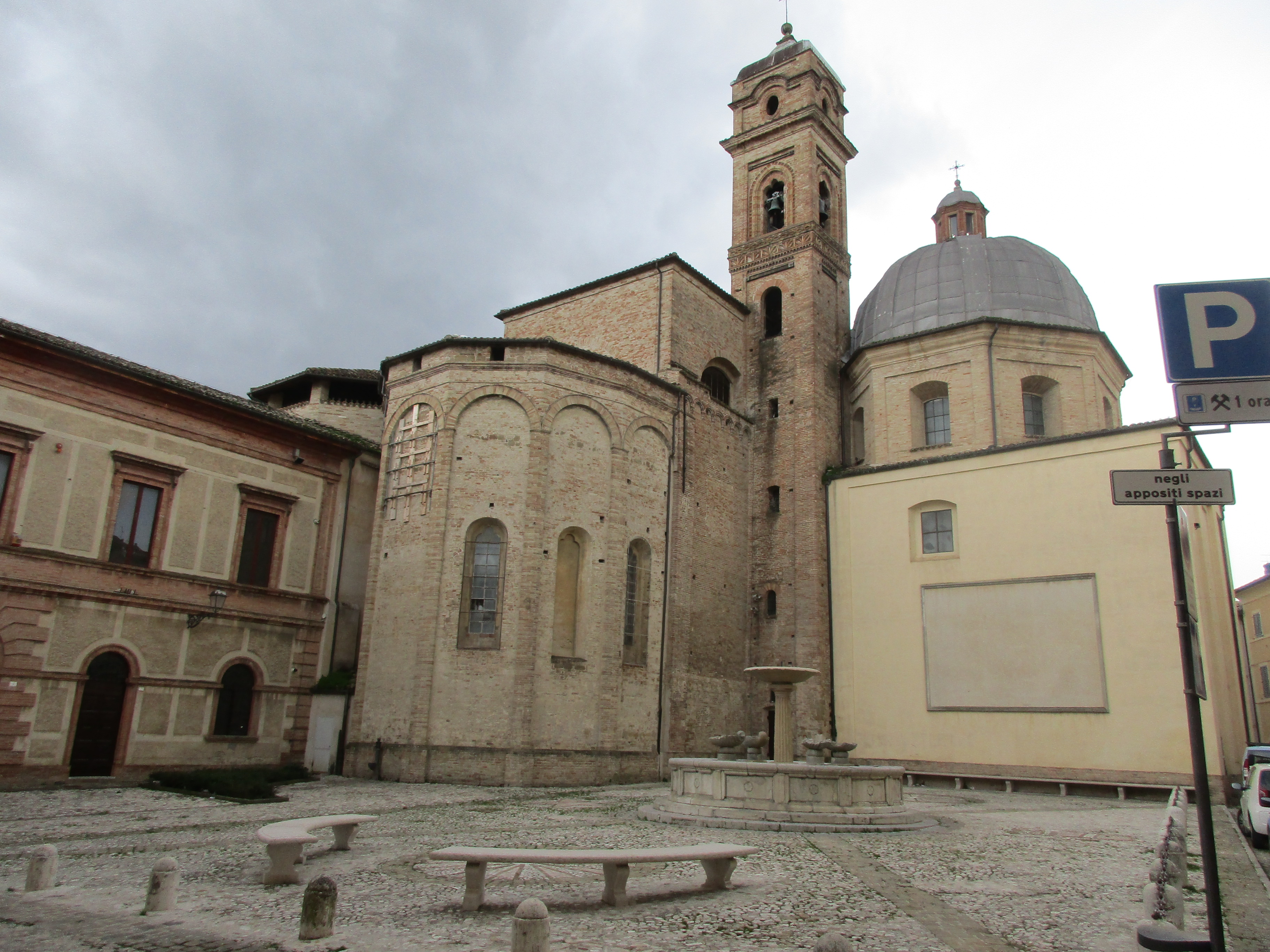
Apsyda bazyliki i kampanila

4 czerwca 1757 roku zawarto umowę z kamieniarzem Giovannim Andreą Ascanim w sprawie ukończenia fasady poprzez zbudowanie jej części górnej, co nastąpiło w 1767 roku. Dwa lata wcześniej rozebrano średniowieczny szczyt fasady. Część górna, flankowana spływami wolutowymi, podzielona została pilastrami na trzy części. Partię centralną wypełnia rozeta w formie promieniującego słońca, symbolu św. Mikołaja. Części boczne zostały wypełnione niszami. Całość wieńczy balustrada o dość niezwykłej jak na Marche formie architektonicznej, na której ustawiono cztery marmurowe kandelabry i krzyż papieski upamiętniający wizytę papieża Piusa VII w 1814 roku.
Na początku XX wieku fasada była w bardzo złym stanie technicznym, w związku z czym podjęto decyzję o jej generalnej renowacji w połączeniu z obchodami 600-lecia śmierci św. Mikołaja w 1905 roku. Wykonawcą robót, przeprowadzonych pod kierunkiem Vivianiego, dyrektora regionalnego urzędu konserwacji zabytków, był kamieniarz Francesco Nicoletti. W latach1986–1989 oczyszczono i uzupełniono marmurową okładzinę fasady.

### Kampanila
Po północnej stronie prezbiterium znajduje się kampanila o wyraźnych późnogotyckich cechach, widocznych w trójlistnych, ostrołukowych oknach komory dzwonnej. Rozpoczęta jeszcze w XIV wieku została ukończona przed 1492 rokiem. W 1519 roku jej szczyt został zwieńczony pinaklem, który uszkodziło uderzenie pioruna. Obecne zwieńczenie zrealizowano w XVIII wieku.

## Wnętrze

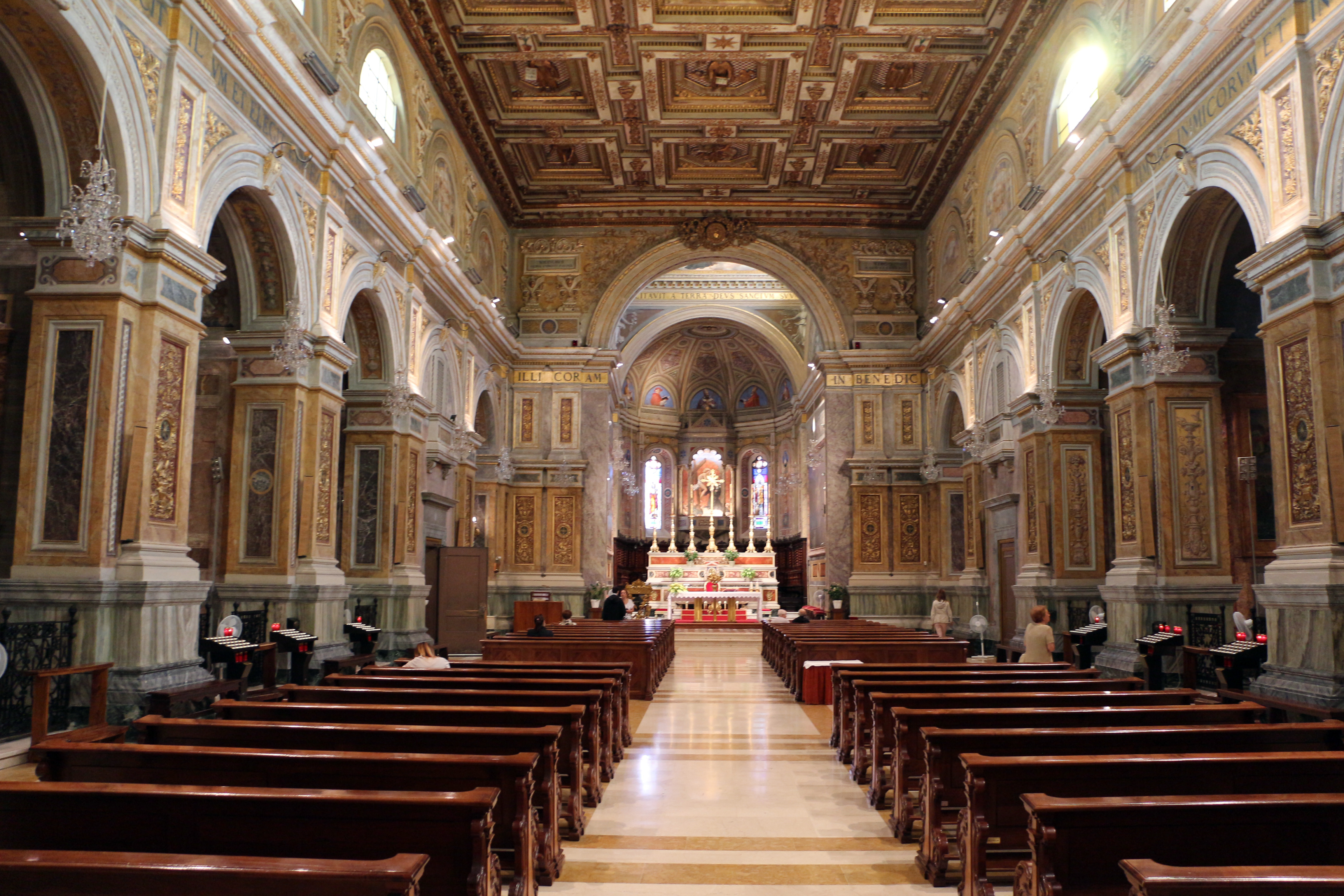
Wnętrze

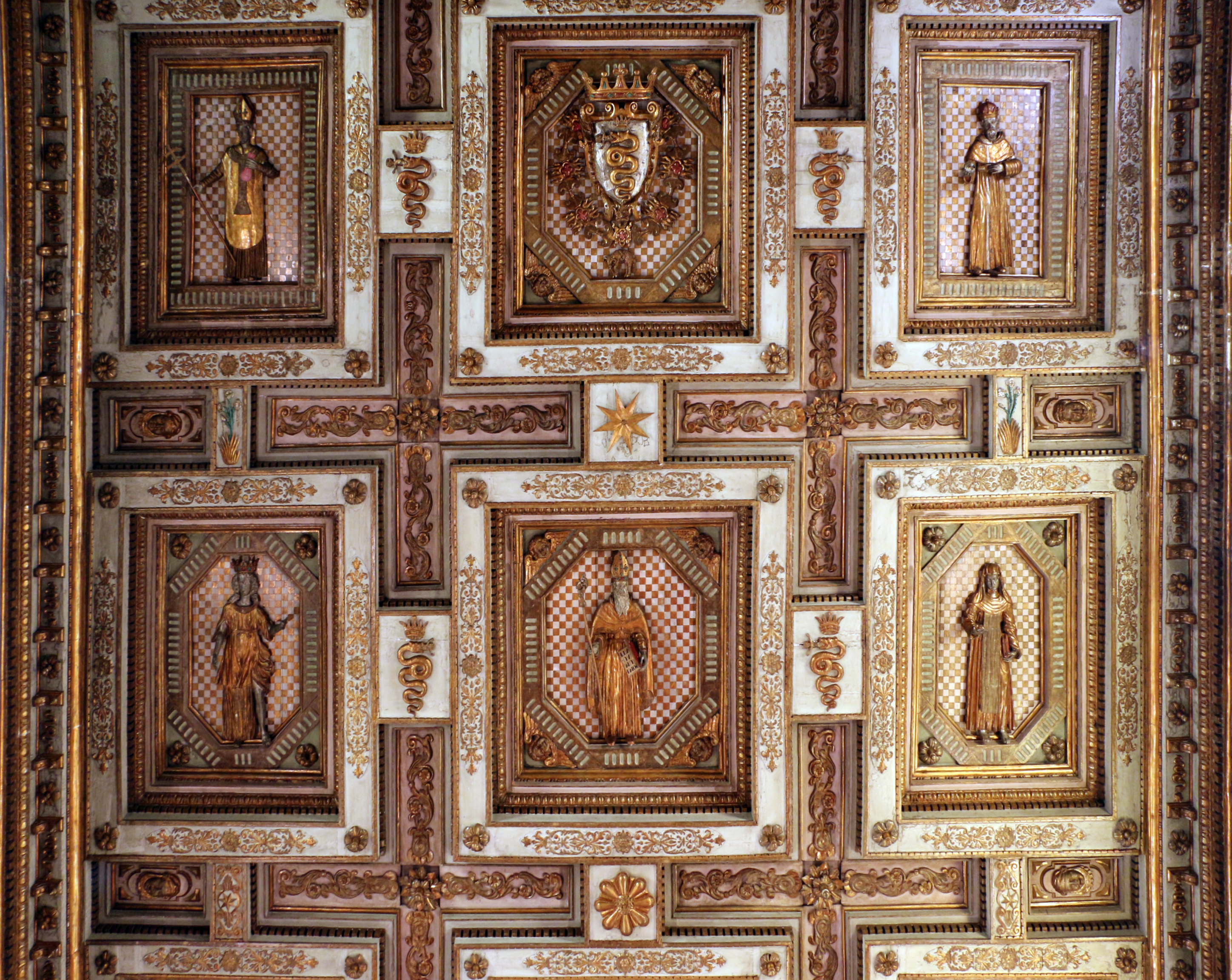
Strop (fragment)

### Strop
Zasadniczym elementem przestrzeni nawy kościoła jest drewniany, kasetonowy, pozłacany strop, zbudowany w latach 1605–1628 na zlecenie augustiańskiego biskupa Giambattisty Viscontiego przez snycerza Filippa da Firenze, wspomaganego przez syna Piera. Strop jest arcydziełem sztuki barokowej, jedynym w Marche. Ma długość ponad 38 metrów, składa się z 21 kasetonów pogrupowanych w 3 rzędach. Tematem ikonograficznym kasetonów są: herb biskupi, posągi świętych (w liczbie 18) ponadnaturalnej wielkości, oraz Chrystus Zbawiciel i Matka Boża.

### Prezbiterium – ołtarz główny
Dekoracja prezbiterium i chóru zakonnego realizowana była etapami na przestrzeni wieków. Stalle z drewna orzechowego wykonali w XVII wieku bracia Vincenzo i Filippo Rossi. Ołtarz główny, ozdobiony marmurami, został zbudowany w 1905 roku z okazji 600-lecia śmierci św. Mikołaja. Kopuła została wzniesiona w 1859 roku przez architekta Giovanniego Battistę Carducciego. Zdobiący ją fresk, Widzenie św. Ezechiela przez Rafaela jest dziełem Luigiego Fontany. Malowidło, uszkodzone przez uderzenie pioruna, odrestaurował w 1924 roku Francesco Ferranti. Freski na pozostałych częściach kopuły są również dziełem Fontany. Na bocznych ścianach prezbiterium wiszą dwa duże płótna, namalowane między 1627 a 1628 rokiem przez Giovanniego Battistę Foschiego. Przedstawiają one Objawienie się Matki Bożej świętym Augustynowi i Mikołajowi oraz Cud Świętych Ramion. Dwa boczne otwory drzwiowe wyrzeźbili w drewnie w 1926 roku miejscowi snycerze Nicola i Enrico Reali. Prowadzą z nich wejścia na dzwonnicę oraz na chór muzyczny kaplicy Świętych Ramion.

### Kaplice boczne
Kościół ma po cztery kaplice boczne oraz kaplicę Najświętszego Sakramentu, Wielką Kaplicę św. Mikołaja i kaplicę Świętych Ramion.

#### Kaplice po prawej stronie

##### Kaplica Matki Bożej Królowej Pokoju
Pierwszą licząc od prezbiterium jest kaplica Matki Bożej Królowej Pokoju (Cappella della Vergine della Pace). Obraz ołtarzowy, Matka Boża Królowa Pokoju (lub Matka Boża od Drzewa Oliwnego), namalował w 1810 roku Giuseppe Lucatelli.

##### Kaplica Matki Boskiej Dobrej Rady
W centrum ołtarza kaplicy Matki Boskiej Dobrej Rady (Cappella della Vergine del Buon Consiglio) znajduje się kopia obrazu czczonego pod tym wezwaniem w augustiańskim sanktuarium w Genazzano. Drewniany ołtarz został wykonany w 1850 roku według projektu augustianina Giovanniego Gerolda i pozłocony przez Tita Beccachiodiego. Marmoryzowaną dekorację ścian wykonał w 1873 roku Villebaldo Natali. W ścianach bocznych wiszą dwa obrazy z końca XIX wieku, nawiązujące tematycznie do obrazu ołtarzowego. Płyty kommemoracyjne, umieszczone w dolnych partiach ścian kaplicy upamiętniają zbudowanie sanktuarium w Genazzano i ukończenie wystroju kaplicy w 1873 roku.

##### Kaplica Najświętszego Serca
Obraz ołtarza kaplicy Najświętszego Serca (Cappella del Sacro Cuore), Chrystus ukazujący Najświętsze Serce św. św. Małgorzacie Marii Alacoque namalował w 1920 roku Virgilio Monti. Na lewej ścianie wisi obraz Adoracja pasterzy przypisywany Domenicowi Malpiedi.

##### Kaplica św. Anny

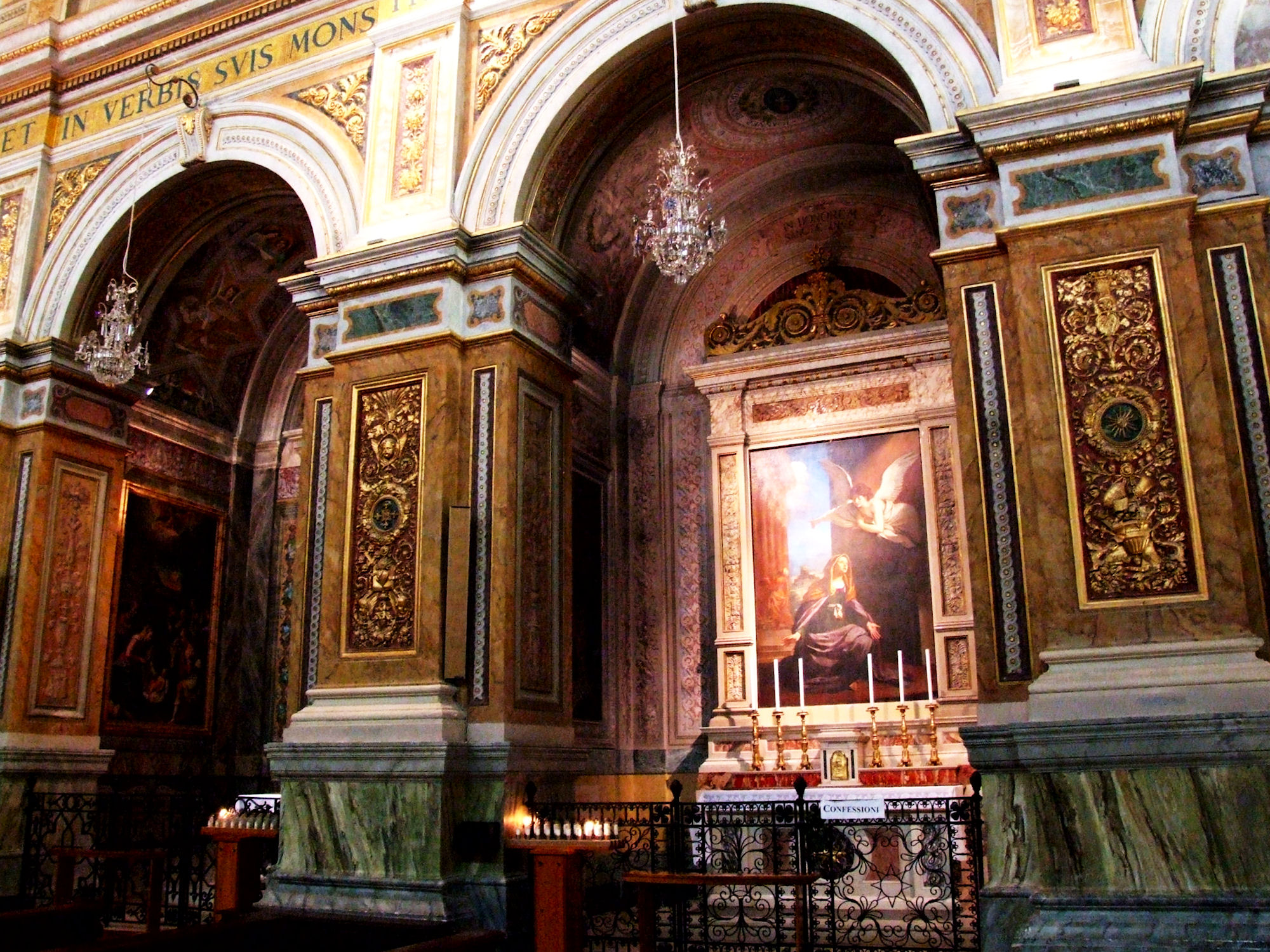
Kaplica św. Anny

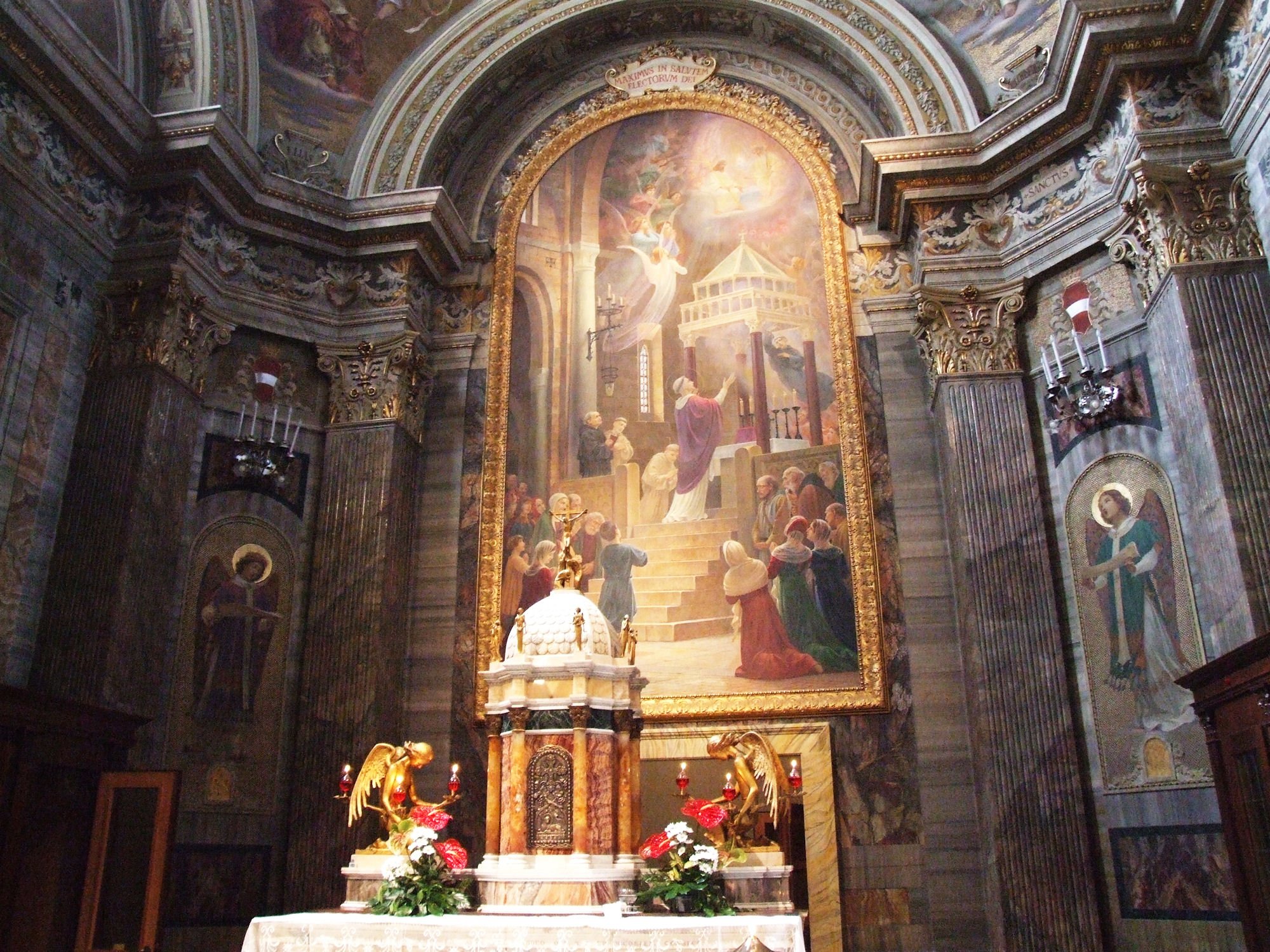
Kaplica Najświętszego Sakramentu

Kaplica św. Anny (Cappella di Sant’Anna) zastąpiła kaplicę Narodzenia Najświętszej Maryi Panny (cappella della Natività della Beata Vergine), zlikwidowaną podczas przebudowy, zrealizowanej przez Carducciego w 1859 roku. W jej ołtarzu znajduje się jedno z najważniejszych dzieł bazyliki, Wizja św. Anny pędzla Giovanniego Francesca Barbieri. Matka Maryi została ukazana w chwili otrzymania od anioła wiadomości o swoim zbliżającym się macierzyństwie. W tle znajduje się jej małżonek, Joachim, składający ofiarę w świątyni.

#### Kaplice po lewej stronie

##### Kaplica Matki Bożej Cudownej
Kaplica Matki Bożej Cudownej (Cappella della Madonna dei Miracoli) jest pierwszą po lewej tronie, licząc od prezbiterium. Obraz ołtarzowy, przedstawiający św. Jana z Sahagún, przywracającego życie młodej dziewczynie, namalował w 1691 roku Giovanni Anastasi, autor fresków w klasztorze. Pierwotnie znajdowała się tutaj Madonna z Dzieciątkiem, czczona jako Matka Boża Cudowna (przechowywana obecnie w Muzeum).

##### Kaplica św. Ryty
Obraz ołtarza kaplicy św. Ryty (Cappella di Santa Rita), przedstawiający Świętą i datowany 1912 namalował Girolamo Capoferri Tolentino.

##### Kaplica Matki Bożej Pocieszenia
Ołtarz kaplicy Matki Bożej Pocieszenia (Cappella della Madonna della Consolazione) był dziełem bractwa Confraternita dei cinturati. Obraz ołtarzowy, Madonna z Paskiem między św. Augustynem a św. Moniką, namalował w 1858 roku Luigi Fontana.

##### Kaplica św. Tomasza z Villanuevy
Obraz ołtarzowy kaplicy św. Tomasza z Villanuevy (Cappella di San Tommaso da Villanova), Jałmużna św. Tomasza z Villanuevy, został sprowadzony w 1663 roku z Rzymu. Jego autorem jest najprawdopodobniej Giuseppe Ghezzi.

### Kaplica Najświętszego Sakramentu
Kaplica Najświętszego Sakramentu (Cappella del Sacramento) została zbudowana w 1609 roku na zlecenie gminy Tolentino. Obecna kaplica pochodzi z początku XX wieku i została zbudowana przez Francesci Ferranti, który w 1905 roku namalował freski na kopule oraz sporządził projekt ołtarza i marmurowej balustrady, zrealizowany w 1932 roku przez braci Tecchi z Fano.

### Kaplica Wielka św. Mikołaja

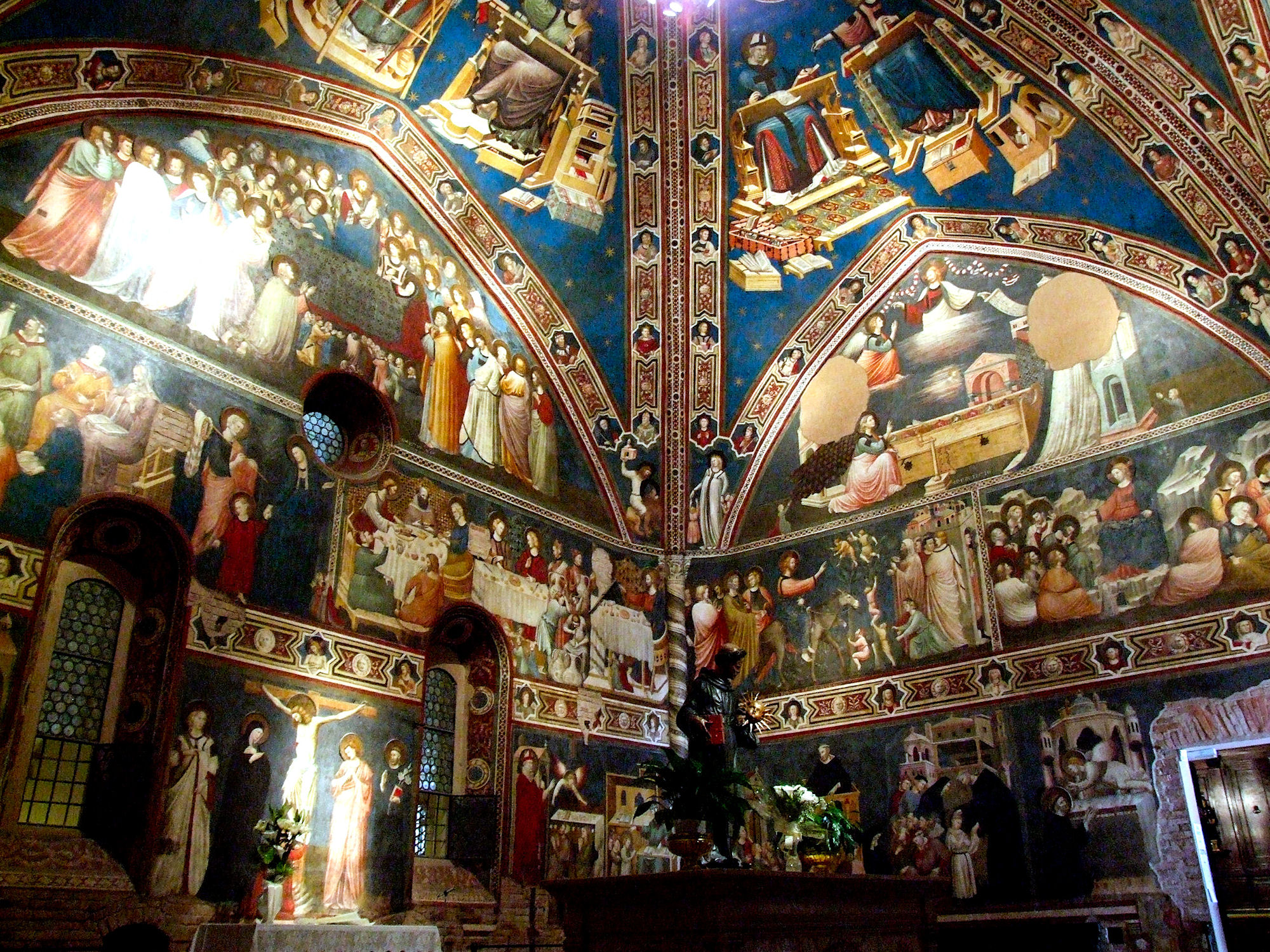
Kaplica Wielka św. Mikołaja

Po północno-wschodniej stronie krużganka znajduje się kaplica, zwana ze względu na swoje rozmiary Wielką, pod którą to nazwą jest powszechnie znana od XVIII wieku (Cappellone di San Nicola). To tutaj zostały znalezione doczesne szczątki świętego, choć dokładna data znaleziska nie jest znana. Wnętrze kaplicy jest znane zwłaszcza ze swojej dekoracji malarskiej, jednej z największych i najlepiej zachowanych spośród tych pochodzących z początku XIV wieku. Według najnowszych ustaleń ich autorem jest Pietro da Rimini. Kaplica, położona między prezbiterium a XVII-wieczną zakrystią, pełniła pierwotnie funkcję kapitularza. Kiedy została przekształcona w kaplicę, otrzymała sklepienie krzyżowe, a jej wnętrze pokryły freski, wykonane prawdopodobnie po otwarciu procesu kanonizacyjnego św. Mikołaja latem 1325 roku. Freski zajmują całą obszerną salę rozciągając się od szczytu sklepienia krzyżowego do ścian. W czterech częściach sklepienia widnieją Ewangeliści w towarzystwie z Doktorów Kościoła (św. Marek ze św. Ambrożym, św. Jan ze św. Augustynem, św. Łukasz ze św. Grzegorzem i św. Mateusz ze św. Hieronimem), piszących pod ich dyktando, co ma podkreślać rolę Ewangelii jako źródła inspiracji dla całego Kościoła. Dekoracje ścienne są podzielone na trzy sekcje, z których dwie pierwsze, umieszczone wyżej, zprzedstawiają sceny z życia Maryi Dziewicy (od Zwiastowania do śmierci i jej ponownego połączenia z Synem) i Chrystusa. W sekcji niższej ukazane zostały sceny z życia św. Mikołaja, przerwane przy ołtarzu przez Ukrzyżowanie.
W centrum kaplicy znajduje się kamienny sarkofag zwieńczony polichromowaną rzeźbą św. Mikołaja. Sarkofag został zbudowany celu przechowywania szczątków świętego, które wierni mogli oglądać przez okrągłe otwory po obu stronach. Jednak szczątki św. Mikołaja z obawy przed wykradzeniem nigdy nie zostały w nim umieszczone; pusty sarkofag stoi dokładnie w miejscu, w którym pogrzebano ciało świętego.

### Zakrystia
Zakrystia ma barokowy wystrój. Jej wyposażenie stanowią obszerne szafy z drewna orzechowego, zbudowane w dwóch etapach: pierwsza najwcześniej w 1650 roku, a druga w 1732 roku przez augustianina Vincenza Rossi, z pomocą brata Filippa. Sklepienie pokrył freskami (Triumf wiary, Alegorie cnót, Ojcowie Kościoła) w 1786 roku Domenico Costanzi. W ołtarzu znajduje się obraz z krucyfiksem, zaś na klęczniku – XVIII wieczny obraz Zdjęcie z krzyża. Dwa obrazy umieszczone w szafach, przedstawiają św. Mikołaja; pierwszy – jako dziecko, które, służąc do Mszy, widzi Jezusa z dziećmi w konsekrowanej hostii, a drugi – jako wyzwoliciela dusz w czyśćcu.

### Kaplica Świętych Ramion

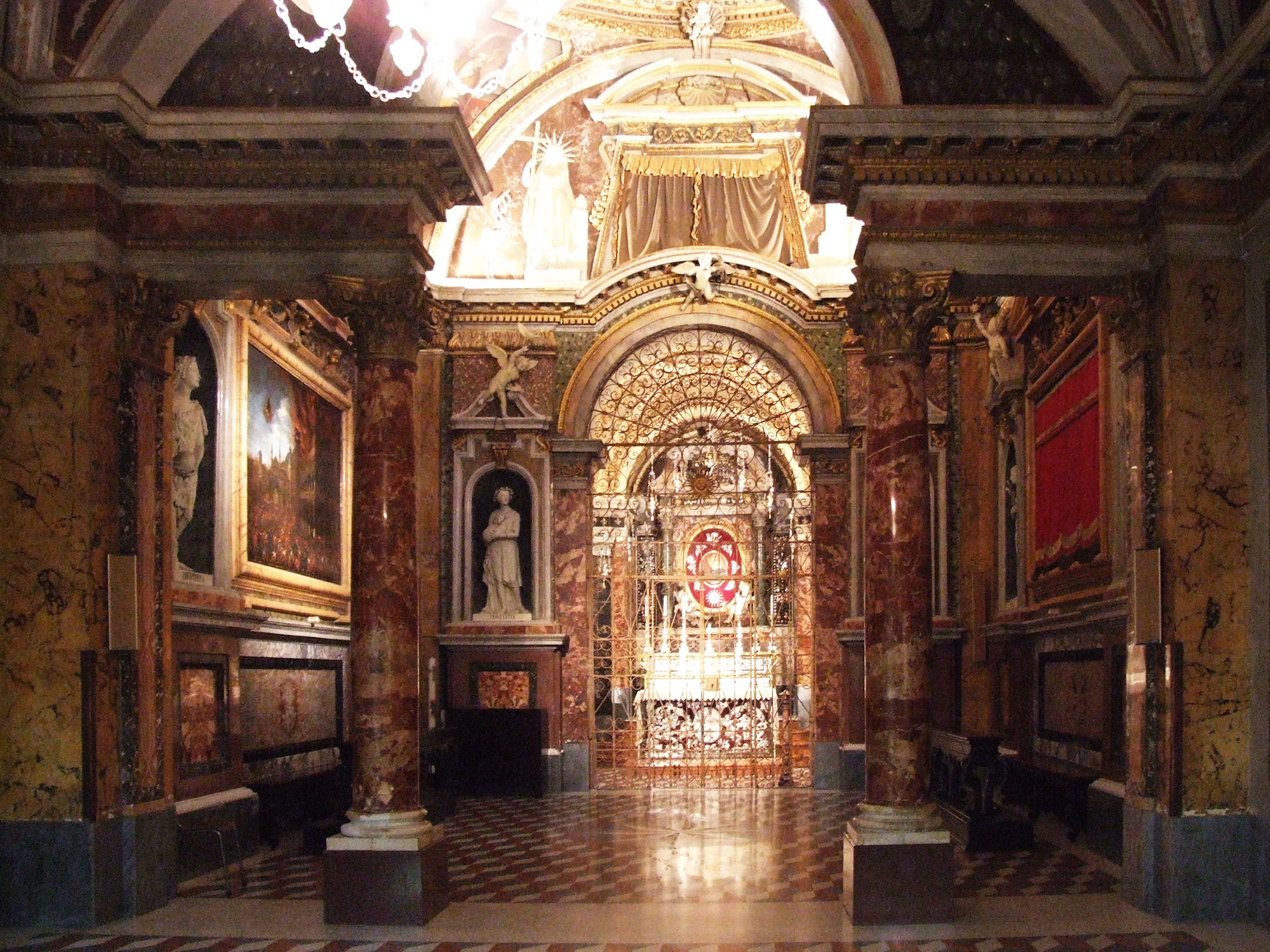
Kaplica Świętych Ramion

Kaplica Świętych Ramion (Cappella delle Sante Braccia) została zbudowana dla przechowywania relikwii ramion św. Mikołaja, oddzielonych od ciała w XIV wieku. Wejście do kaplicy prowadzi przez XVII-wieczny kamienny portal, na którym jest wygrawerowana inwokacja do świętego. Kaplica składa się on obecnie z trzech części: atrium, które było pierwotnie zakrystią kościoła, serliany i właściwej kaplicy, zbudowanej XV wieku, a rozbudowanej 1670 roku w celu umożliwienia zwiększonym tłumom wiernych adoracji relikwii. Relikwiarz został umieszczony w niewielkiej półkolistej niszy, odgrodzonej przez poręcz.

### Krypta
Odkrycie w 1926 roku szczątków św. Mikołaja pozwoliło na realizację specjalnego pomieszczenia dla ich przechowywania, którym stała się podziemna krypta. Została ona zbudowana w 1932 roku, dokładnie pod posadzką Wielkiej Kaplicy, gdzie stoi sarkofag, w miejscu, w którym znaleziono ciało świętego. Projekt kaplicy, sporządzony przez architekta Arnolfa Gonza, utrzymany jest w gotyckim schemacie krypty ze sklepieniem krzyżowym wspartym na filarach wiązkowych, których bazy i kapitele przypominają dokładnie te ze średniowiecznego krużganku. Gzyms, intarsje, kapitele i bazy są dziełem Guida Zazzaretty i Luigiego Pettinariego; urnę do przechowywania prochów świętego wykonał Enrico Celli według projektu architekta Bizzarriego. Płaskorzeźby dłuta Enrica Pallorita, zdobiące pierwotnie ściany, zostały później odrestaurowane i umieszczone w Muzeum, a w 1975 roku zastąpiły je płaskorzeźby dłuta augustianina Stefana Piginiego. Do krypty prowadzą bezpośrednio z zakrystii szerokie, podwójne schody.

### Muzeum sanktuaryjne
W sanktuaryjnym muzeum zgromadzone są obrazy i przedmioty sakralne pochodzące z bazyliki i innych kościołów lub z darowizn. Wejście do muzeum prowadzi z krypty przez salę przedmiotów sakralnych. Muzealną kolekcję tworzą zabytkowe meble, dary wotywne ze srebra, obrazy znanych artystów z XV–XVII wieku oraz zbiory ceramiki. Na końcu muzeum znajduje się kolekcja szopek i diorama życia św. Mikołaja.

## Krużganek

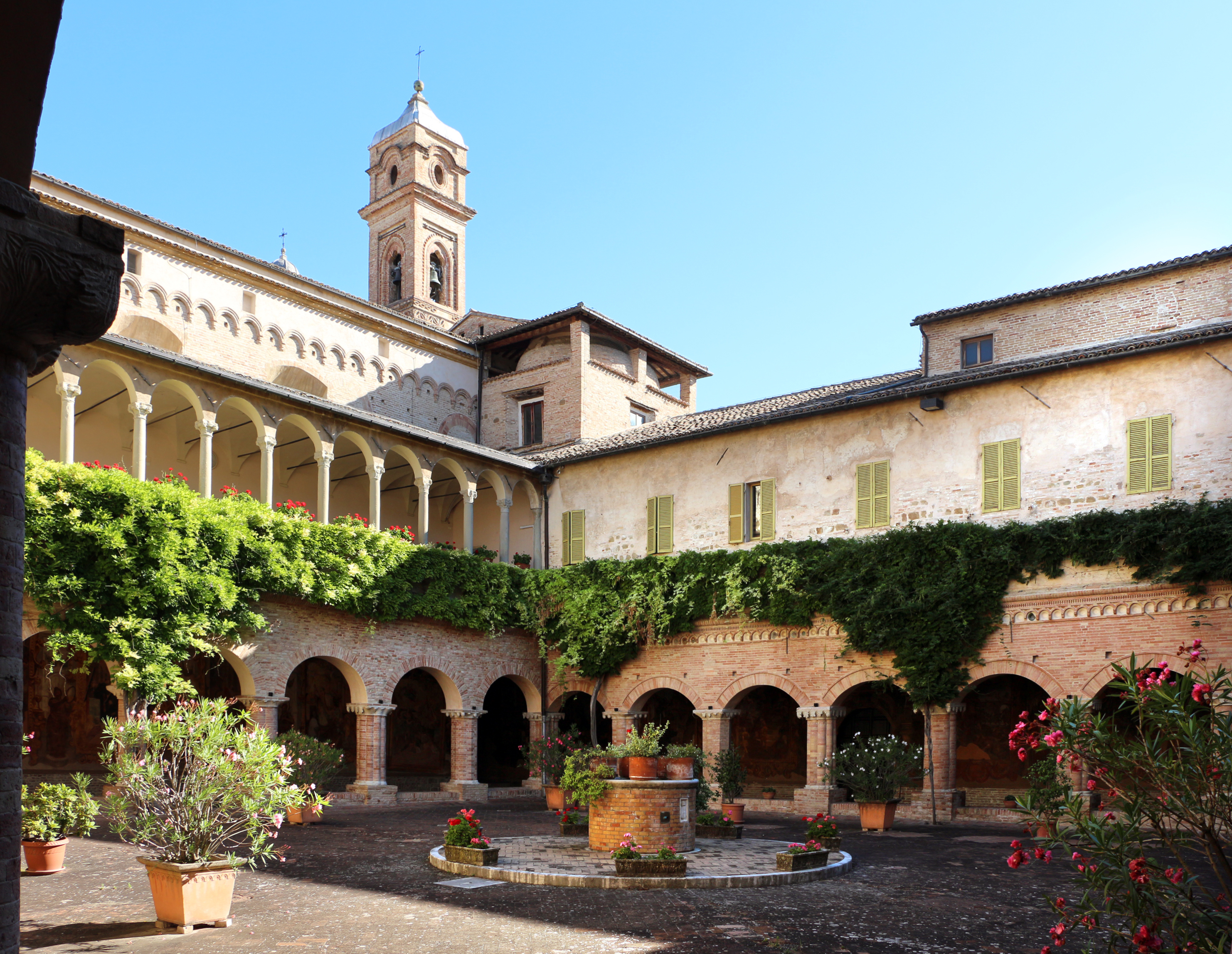
Krużganek klasztorny

Krużganek klasztorny osiągnął swój ostateczny, prostokątny kształt około 1360–1370 roku. Zakończenie jego budowy potwierdza pewien dokument z 13 października 1370 roku. Jest najstarszym krużgankiem klasztornym włoskich zakonów żebraczych. Początkowo miał kształt prostokątny, którego dłuższe boki liczyły 9 arkad, a krótsze 7. W latach 1634–1640 w związku z poszerzeniem kościoła o kaplice boczne dłuższe boki krużganku zostały skrócone o jedną arkadę. Nad krużgankiem została zbudowana również loggia, stanowiąca wewnętrzne połączenie kościoła z klasztorem, złożona z arkad wspartych na 16 kolumnach, pochodzącymi być może z okresu budowy krużganku renesansowego.

## Klasztor
Klasztor rozwijał się w ciągu wieków wokół trzech skrzydeł krużganku, najpierw średniowiecznego, a następnie XVI-wiecznego. W jego pomieszczeniach przechowywane są obrazy, pochodzące w niektórych przypadkach z pierwotnego kościoła, ale przede wszystkim z darowizn i spadków. Wiele pomieszczeń o dużej wartości architektonicznej i historycznej zmieniło swoje przeznaczenie: XVI-wieczny refektarz służy obecnie jako Auditorium „Nicola Fusconi”; dawne hospicjum jest wykorzystywane dzisiaj do przyjmowania pielgrzymów a także do organizowania wystaw i spotkań, w XIII-wiecznym skrzydle mieści się teraz pensjonat i nowy refektarz.